# Ciudades mayas

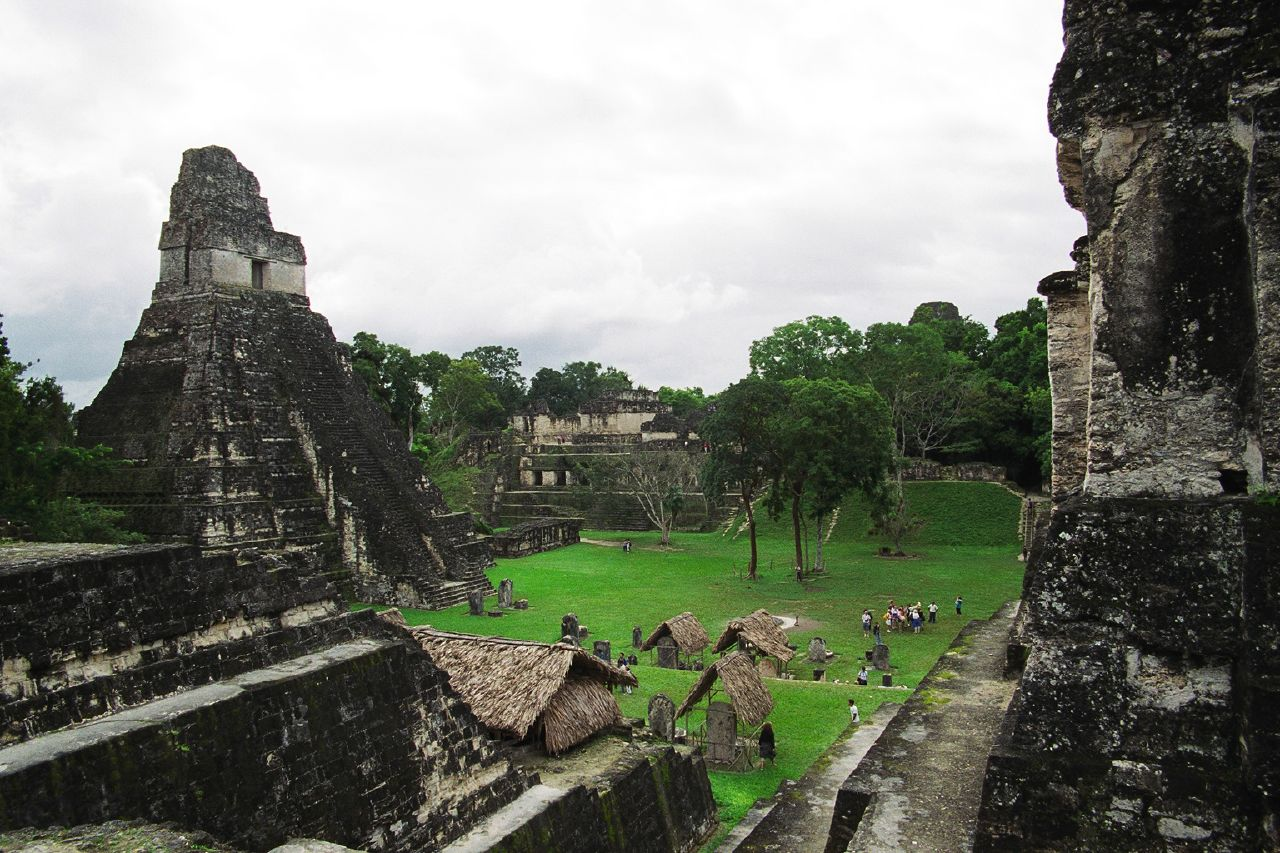
El corazón de Tikal, una de las ciudades mayas más poderosas del Periodo Clásico

Las ciudades mayas fueron los centros de población de la cultura maya precolombina de Mesoamérica. Desempeñaron funciones especializadas de administración, comercio, manufactura y religión que caracterizaron a las ciudades antiguas de todo el mundo. Las ciudades mayas tendían a estar más dispersas que las ciudades de otras sociedades, incluso dentro de Mesoamérica, como resultado de la adaptación a un ambiente tropical de tierras bajas que permitía la producción de alimentos en medio de áreas dedicadas a otras actividades. Carecían de los planes hipodámicos de las ciudades del altiplano del centro de México, como Teotihuacán y Tenochtitlan. Los reyes mayas gobernaban sus reinos desde palacios situados en el centro de sus ciudades. Las ciudades tendían a estar ubicadas en lugares que controlaban rutas comerciales o que podían suministrar productos esenciales.  Esto permitió a las élites que controlaban el comercio aumentar su riqueza y estatus.  Estas ciudades pudieron construir templos para ceremonias públicas, atrayendo así a más habitantes a la ciudad. Las ciudades que tenían condiciones favorables para la producción de alimentos, combinadas con acceso a rutas comerciales, probablemente se convertirían en las capitales de los primeros estados mayas.
La relación política entre las ciudades-estado mayas clásicas se ha comparado con las relaciones entre las ciudades-estado en la Grecia clásica y la Italia renacentista. Algunas ciudades estaban conectadas entre sí por calzadas rectas de piedra caliza, conocidas como sacbeob, aunque no se ha determinado si la función exacta de estos caminos era comercial, política o religiosa.

## Organización arquitectónica

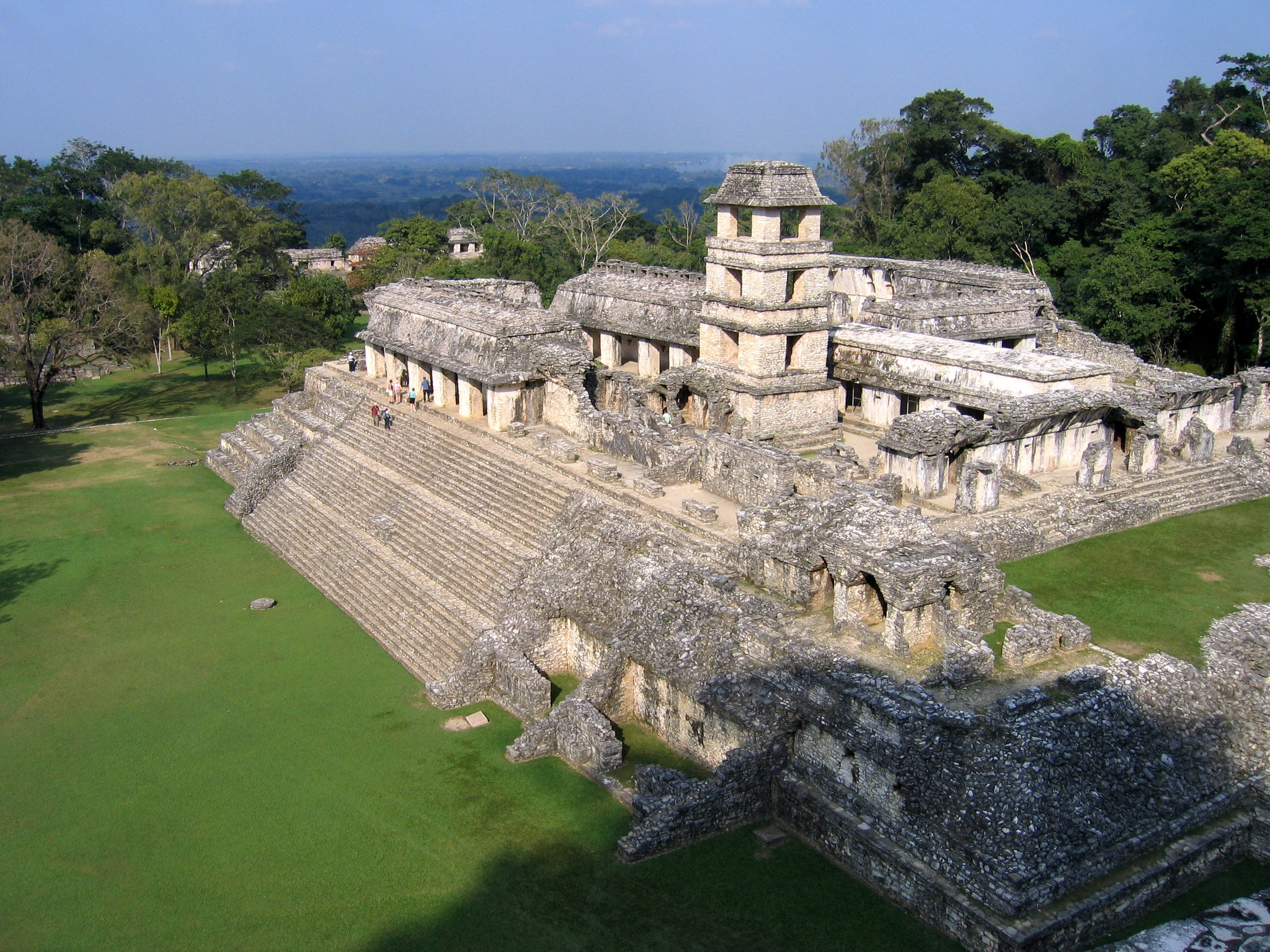
Palacio real del periodo clásico en Palenque

Las ciudades mayas no estaban planificadas formalmente como las ciudades del altiplano mexicano y estaban sujetas a una expansión irregular, con la adición aleatoria de palacios, templos y otros edificios. La mayoría de estas ciudades tendían a crecer desde el centro hacia afuera y hacia arriba a medida que nuevas estructuras se superponían a la arquitectura precedente. Solían tener un centro ceremonial y administrativo rodeado de una vasta extensión irregular de complejos residenciales.  Los centros de las ciudades contaban con recintos sagrados, a veces separados de las zonas residenciales cercanas por muros. Estos recintos contenían templos piramidales y otra arquitectura monumental dedicada a actividades de élite, como plataformas basales que sostenían complejos administrativos o residenciales. Se erigieron monumentos esculpidos para registrar las hazañas de la dinastía gobernante. Los centros urbanos también contaban con plazas, canchas de pelota sagradas y edificios utilizados como mercados y escuelas.  Con frecuencia, las calzadas conectaban el centro con las zonas periféricas de la ciudad. Algunas de estas clases de arquitectura formaron grupos menores en las zonas periféricas de la ciudad, que sirvieron como centros sagrados para linajes no reales.  Las áreas adyacentes a estos recintos sagrados incluían complejos residenciales que albergaban a linajes ricos. El arte excavado en estos complejos residenciales de élite varía en calidad según el rango y el prestigio del linaje que albergaba. Los complejos de élite más grandes y ricos a veces poseían esculturas y artesanías de un nivel de artesanía igual al del arte real.
El centro ceremonial de la ciudad maya era donde vivía la élite gobernante y donde se realizaban las funciones administrativas de la ciudad, junto con las ceremonias religiosas. También era el lugar donde los habitantes de la ciudad se reunían para realizar actividades públicas. Los complejos residenciales de élite ocupaban las mejores tierras alrededor del centro de la ciudad, mientras que los plebeyos tenían sus residencias dispersas más lejos del centro ceremonial.  Las unidades residenciales se construyeron sobre plataformas de piedra para elevarlas por encima del nivel de las aguas de las inundaciones de la temporada de lluvias. 

## Estimaciones de población

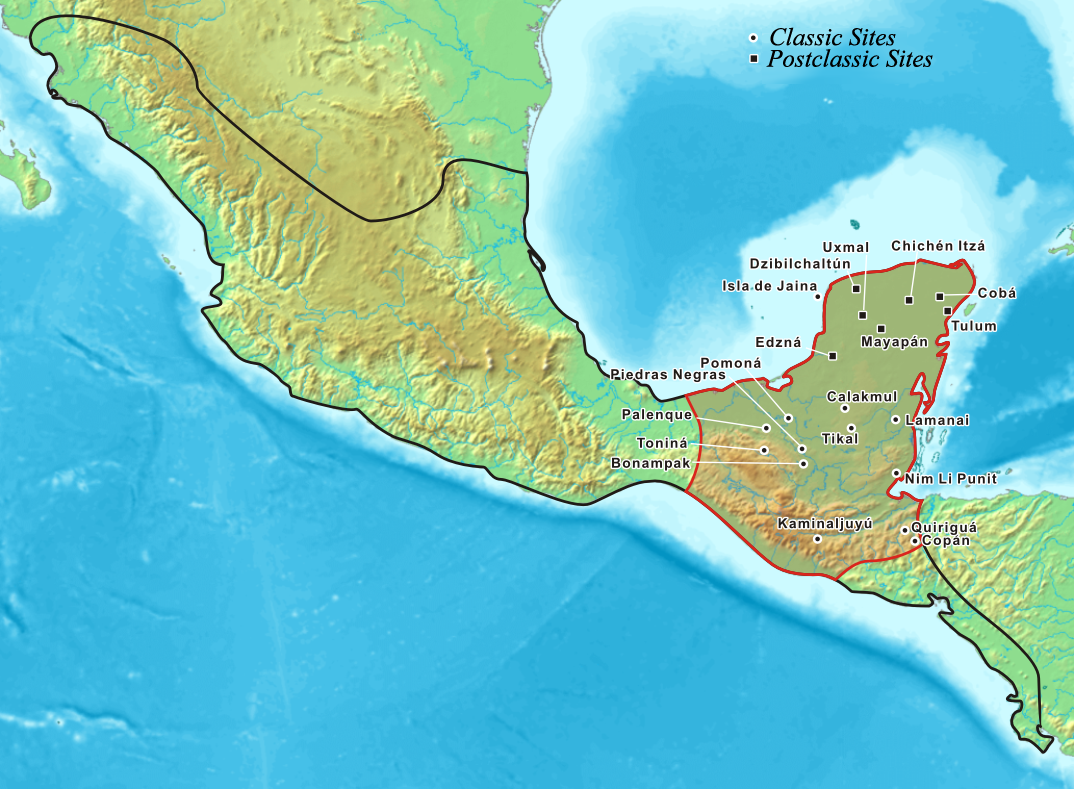
Mapa de la región maya que muestra la ubicación de algunas de las principales ciudades. Haga clic para ampliar.

Hasta la década de 1960, la opinión académica era que las ruinas de los centros mayas no eran verdaderas ciudades, sino más bien centros ceremoniales vacíos donde el sacerdocio realizaba rituales religiosos para los campesinos, que vivían dispersos en medio de la selva. Desde la década de 1960, los proyectos formales de mapeo arqueológico han revelado que los centros ceremoniales de hecho formaban los centros de ciudades dispersas que poseían poblaciones que en algunos sitios podían alcanzar decenas de miles. 
| Nombre                          | Lugar                                                      | Máximo        | Periodo          |
| ------------------------------- | ---------------------------------------------------------- | ------------- | ---------------- |
| Coba                            | Quintana Roo, México                                       | 50.000        | Posclásico       |
| Copán                           | Departamento de Copán, Honduras                            | 15.000-21.000 | Posclásico       |
| Calakmul                        | Campeche, México                                           | 50.000        | Posclásico       |
| Caracol                         | Distrito de Cayo, Belice                                   | 140.000       | Clásico          |
| Cival                           | Departamento de Petén, Guatemala                           | 2.000-5.000   | Preclásico       |
| El Pilar                        | Distrito de Cayo, Belice; Departamento de Petén, Guatemala | 180.000       | Posclásico       |
| Mixco Viejo (Jilotepeque Viejo) | Departamento de Chimaltenango, Guatemala                   | 1.500         | Posclásico       |
| Motul de San José               | Departamento de Petén, Guatemala                           | 1.200-2.000   | Posclásico       |
| Quiriguá                        | Departamento de Izabal, Guatemala                          | 1.200–1,600   | Posclásico       |
| Qʼumarkaj                       | Departamento de Quiché, Guatemala                          | 15.000        | Posclásico       |
| Río Azul                        | Departamento de Petén, Guatemala                           | 3.500         | Clásico temprano |
| Santa Rita Corozal              | Distrito de Corozal, Belice                                | 7.000         | Posclásico       |
| Sayil                           | Yucatán, México                                            | 10.000        | Clásico terminal |
| Seibal                          | Departamento de Petén, Guatemala                           | 10.000        | Preclásico       |
| Tikal                           | Departamento de Petén, Guatemala                           | 100.000       | Posclásico       |
| Valeriana                       | Campeche, México                                           | 30.00-50.000  | Preclásico       |
| Xunantunich                     | Distrito de Cayo, Belice                                   | 10.000        | Clásico terminal |

## Historia

### Período Preclásico Medio
Durante el Período Preclásico Medio (1000-400 a. C.) comenzaron a crecer pequeñas aldeas que formaron ciudades.  Aguada Fénix en Tabasco, México es la ciudad maya más antigua conocida, el sitio fue construido en el año 1000 a. C., se cree que fue construida mediante trabajo comunal, una forma temprana de organización social y desarrollo donde se cree que muchas tribus decidieron establecer un asentamiento importante marcando los inicios de la civilización maya.  Aguada Fénix incluye edificios monumentales tempranos y la estructura maya más antigua y más grande por volumen con 1400 metros de largo, 400 metros de ancho y 15 metros de alto.  Aguada Fénix fue abandonada alrededor del año 750 a. C. por razones desconocidas, después de esto, varios sitios comenzaron a florecer a lo largo de las Tierras Bajas mayas. Hacia el año 500 a. C., estas ciudades poseían grandes estructuras de templos decorados con máscaras de estuco que representaban a dioses.  Nakbe, en el departamento de Petén de Guatemala, es la ciudad mejor documentada más antigua de las tierras bajas mayas,  donde se han datado grandes estructuras en torno al año 750 a. C.  La ciudad ya presentaba la arquitectura monumental de mampostería, monumentos esculpidos y calzadas que caracterizaron a las ciudades posteriores en las tierras bajas mayas. 

### Período Preclásico Tardío
En el Período Preclásico Tardío (400 a. C. - 250 d. C.), la gran ciudad de El Mirador creció hasta cubrir aproximadamente 16 kilómetros cuadrados (6,2 mi²).  Poseía avenidas pavimentadas, complejos piramidales triádicos masivos que databan de alrededor de 150 a. C. y estelas y altares que se erigieron en sus plazas.  El Mirador es considerada una de las primeras capitales de la civilización maya.  Los pantanos de la Cuenca del Mirador parecen haber sido la principal atracción para los primeros habitantes de la zona como lo evidencia el inusual grupo de grandes ciudades que los rodeaban.
La ciudad de Tikal, que más tarde sería una de las ciudades mayas más importantes del Periodo Clásico, ya era una ciudad significativa alrededor del año 350 a. C., aunque no alcanzaba el nivel de El Mirador. El florecimiento cultural del Preclásico Tardío colapsó en el siglo I d. C. y muchas de las grandes ciudades mayas de la época fueron abandonadas; la causa de este colapso aún se desconoce.
En las tierras altas, Kaminaljuyú, en el valle de Guatemala, ya era una ciudad en expansión en el año 300 d. C.

### Periodo Clásico

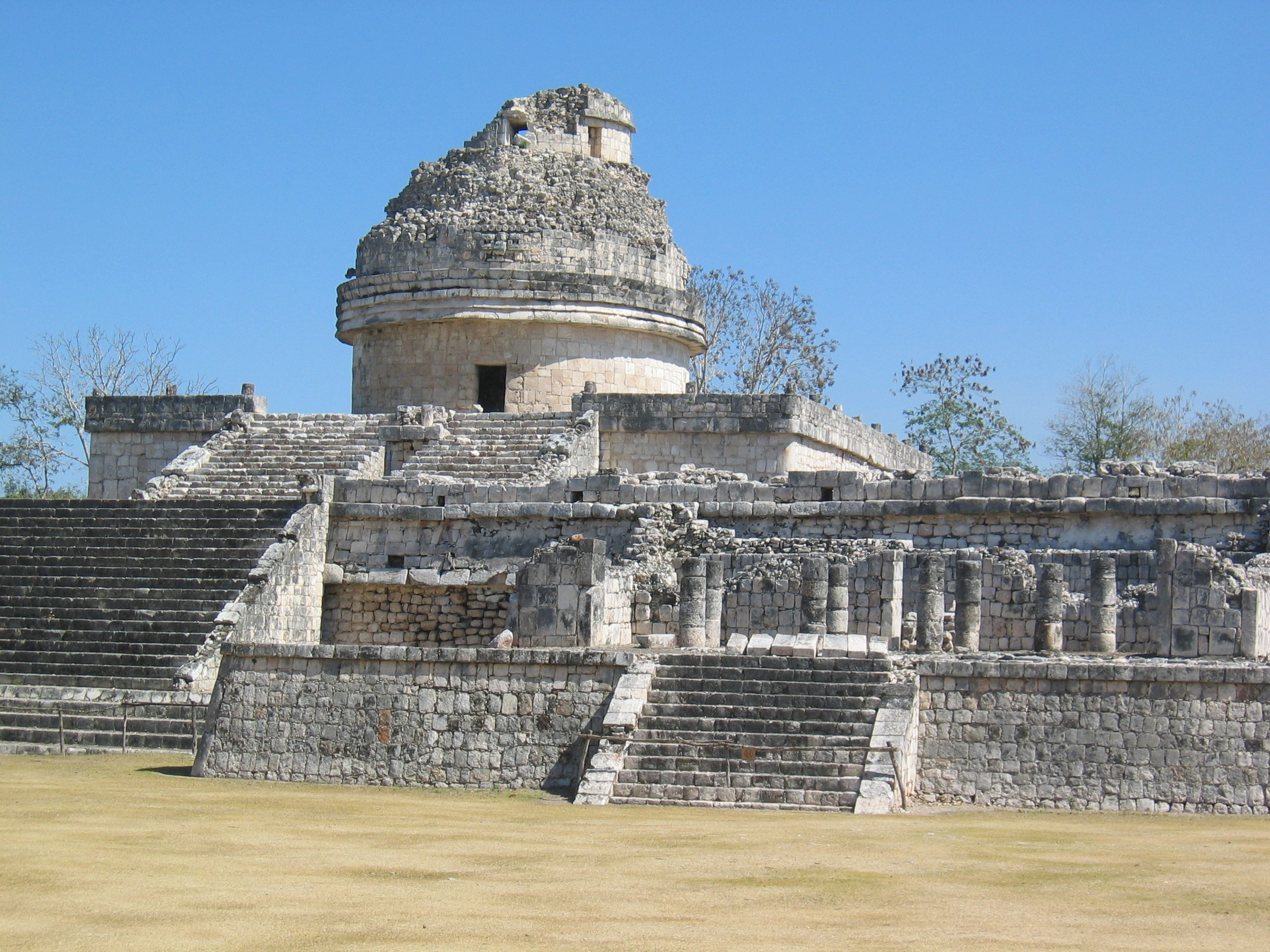
Chichén Itzá fue la ciudad más importante de la región maya del norte

Durante el Período Clásico (250-900 d. C.) la civilización maya alcanzó su máximo florecimiento.  Durante el Clásico Temprano (250-300 d. C.), las ciudades de toda la región maya fueron influenciadas por la gran metrópolis de Teotihuacán en el lejano Valle de México. En su apogeo, durante el Clásico Tardío, Tikal se había expandido hasta tener una población de más de 100.000 habitantes. El gran rival de Tikal era Calakmul, otra ciudad poderosa de la cuenca del Petén. En el sureste, Copán era la ciudad más importante.  Palenque y Yaxchilán fueron las ciudades más poderosas de la región del Usumacinta.  Al norte del área maya, Cobá fue la capital maya más importante. Las capitales de los reinos mayas podían variar considerablemente en tamaño, aparentemente en relación con la cantidad de ciudades vasallas vinculadas a la capital. Los señores de las ciudades-estado que ejercían su dominio sobre un mayor número de señores subordinados podían exigir mayores cantidades de tributo en forma de bienes y trabajo. Las formas más notables de tributo representadas en la cerámica maya son el cacao, los textiles y las plumas. Durante el siglo IX d. C., la región maya central sufrió un importante colapso político, marcado por el abandono de las ciudades, el fin de las dinastías y un desplazamiento de la población hacia el norte. Durante este periodo, conocido como Clásico Terminal, las ciudades norteñas de Chichén Itzá y Uxmal muestran una mayor actividad.  Las principales ciudades de la península de Yucatán, en México, continuaron habitadas mucho después de que las ciudades de las tierras bajas del sur dejaran de levantar monumentos.

### Periodo Postclásico
El Período Posclásico (900 d. C.-c.1524) estuvo marcado por una serie de cambios que distinguieron a sus ciudades de las del Período Clásico precedente. La otrora gran ciudad de Kaminaljuyú, en el Valle de Guatemala, fue abandonada después de un período de ocupación continua que duró casi dos mil años. Esto era sintomático de los cambios que se estaban extendiendo por las tierras altas y la vecina costa del Pacífico, con ciudades ocupadas durante mucho tiempo en lugares expuestos reubicadas, aparentemente debido a una proliferación de guerras.  Las ciudades llegaron a ocupar posiciones en lo alto de colinas, más fáciles de defender y rodeadas de profundos barrancos, con defensas de fosos y murallas que a veces complementaban la protección proporcionada por el terreno natural.  Chichén Itzá, al norte, se convirtió en la que probablemente fue la ciudad maya más grande, más poderosa y más cosmopolita de todas. Una de las ciudades más importantes de las Tierras Altas guatemaltecas en esa época era Qʼumarkaj, también conocida como Utatlán, la capital del agresivo reino maya kʼicheʼ. 

### Conquista y redescubrimiento

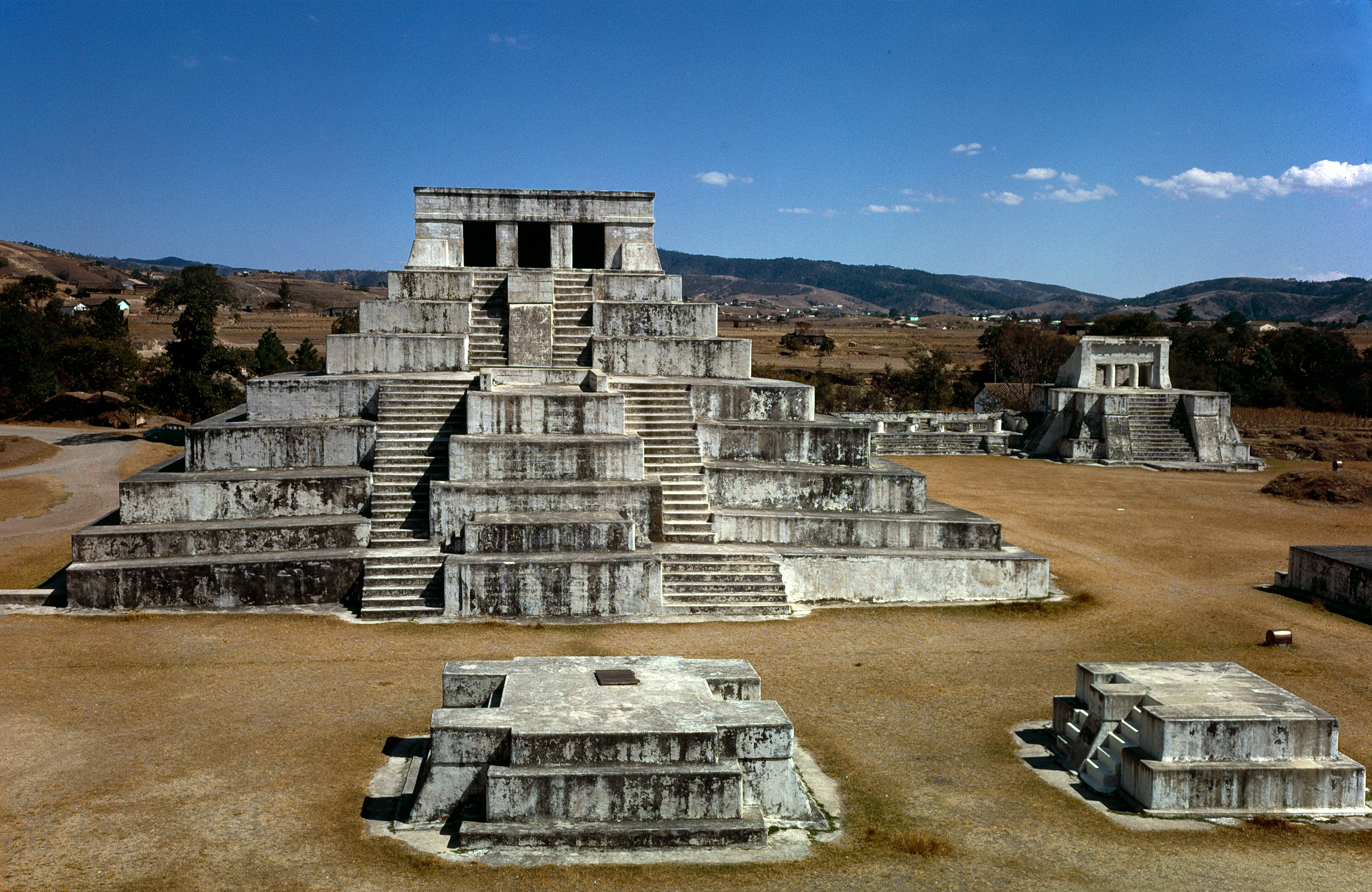
Zaculeu cayó ante los españoles en 1525.

Las ciudades de los reinos mayas de las Tierras Altas del Posclásico cayeron ante los conquistadores españoles invasores en la primera mitad del siglo XVI. La capital k'iche', Q'umarkaj, fue conquistada por Pedro de Alvarado en 1524.  Poco después, los españoles fueron invitados como aliados a Iximché, la capital de los mayas cachiqueles.  Las buenas relaciones no duraron y la ciudad fue abandonada pocos meses después.  A esto le siguió la caída de Zaculeu, la capital maya mam, en 1525.  En 1697, Martín de Ursúa lanzó un asalto a la capital Itzá, Tayasal y la última ciudad maya independiente que quedaba cayó en manos de los españoles. 
Para el siglo XIX se conocía la existencia de cinco antiguas ciudades mayas en la región del Petén de Guatemala.  Tayasal había sido visitado por el conquistador español Hernán Cortés en 1525,  seguido por varios misioneros a principios del siglo XVII.  La ciudad fue finalmente arrasada cuando fue conquistada en 1697.  Juan Galindo, gobernador de Petén, describió las ruinas de la ciudad postclásica de Topoxté en 1834.  Modesto Méndez, posterior gobernador de Petén, publicó una descripción de las ruinas de la otrora gran ciudad de Tikal en 1848.  Teoberto Maler describió las ruinas de la ciudad de Motul de San José en 1895.  San Clemente fue descrito por Karl Sapper en el mismo año.  El número de ciudades conocidas creció enormemente durante el siglo XX, tan sólo en Petén se habían descrito 24 ciudades en 1938. 